# Professor Fontecedro
Il professor Dervis Fontecedro è un popolare personaggio comico ideato da Daniele Luttazzi per la trasmissione Mai Dire Gol tra il 1996 e il 1997. Gli strali satirici del personaggio erano rivolti alla scuola italiana e alla riforma scolastica attuata dall'allora ministro Luigi Berlinguer. Famosa anche una sua esclamazione, "Cosmico!", divenuta nel tempo tormentone, con la quale rispondeva a chiunque gli chiedesse "Come va?". Daniele Luttazzi lo ha definito un personaggio inappuntabile, perché le tesi da lui esposte si basavano sui più recenti trattati di pedagogia inglese con cui Luttazzi si era preparato. A distanza di dieci anni, il prof. Fontecedro è riapparso nel blog di Luttazzi, stavolta parlando della Riforma Moratti.

## Contenuti
L'affondo satirico di Fontecedro era rivolto al ministro dell'istruzione in carica, fautore della scuola  imprenditoriale, ma critica anche le fondamenta della pubblica Istruzione italiana, basata sulle teorie pedagogiche di Giovanni Gentile e sulla mentalità della rivoluzione industriale (alcuni di questi aspetti sono trattati nella voce Insegnamento della matematica in Italia).
Il nome Fontecedro è un'allusione a Nicholas Negroponte, guru della tecnologia e della comunicazione uomo-macchina. Il prof. Fontecedro insegna nella Università di Palo Alto, che si suppone pedagogicamente all'avanguardia e fa spesso riferimento al pedagogo canadese Kieran Egan. Odia le cattedre e spesso butta per terra la sua con un calcio. Considera altamente educativo il Beach-volley e l'uso di allucinogeni, facendo spesso riferimento alla bufotenina. 
Sue caratteristiche affermazioni sono:
 (Riferito alla riforma di Luigi Berlinguer)